# بوراتشالو
بوراتشالو هي قرية في مقاطعة أسكو، إيران. عدد سكان هذه القرية هو 159 في سنة 2006.